# Hebe macroura
Hebe macroura é uma espécie de planta do gênero Hebe.